# Kuliffay Izabella
Kuliffay Izabella (Pest, 1863. december 29. – Budapest, 1945. január 19.) magyar zongoraművész és zeneszerző.

## Életpályája
Szülei Kuliffay Ede (1839–1881) költő, újságíró és Beniczky Irma (1828–1902) író voltak. 1877–1879 között a budapesti Nemzeti Konzervatórium, majd 1879–1883 között a budapesti Zeneakadémia hallgatója volt; többek között Ábrányi Kornél és Erkel Gyula voltak tanárai. Munkásságára nagy hatással volt Liszt Ferenc.
Tanulmányai befejezése után Budapesten tanított zenét. A Magyar Asszonykórus Szövetség alelnöke volt, és leányiskolát alapított.

## Művei
- Magyar suite (zongorán a szerző)

## Fordítás
- Ez a szócikk részben vagy egészben  az   Izabella Kuliffay című angol Wikipédia-szócikk ezen változatának fordításán alapul.  Az eredeti cikk szerkesztőit annak laptörténete sorolja fel. Ez a jelzés csupán a megfogalmazás eredetét és a szerzői jogokat jelzi, nem szolgál a cikkben szereplő információk forrásmegjelöléseként.
- Ez a szócikk részben vagy egészben  az   Izabella Kuliffay című francia Wikipédia-szócikk ezen változatának fordításán alapul.  Az eredeti cikk szerkesztőit annak laptörténete sorolja fel. Ez a jelzés csupán a megfogalmazás eredetét és a szerzői jogokat jelzi, nem szolgál a cikkben szereplő információk forrásmegjelöléseként.